# Kruševica (Lazarevac)
Kruševica es un pueblo ubicado en la municipalidad de Lazarevac, en el distrito de Belgrado, Serbia.

## Superficie
Posee una superficie de 11,18 kilómetros cuadrados.

## Demografía
Hasta 2011 la población era de 580 habitantes, con una densidad de población de 51,90 habitantes por kilómetro cuadrado.